# Tom Heinsohn
Thomas William Heinsohn (26 de agosto de 1934 – 9 de novembro de 2020) foi um jogador e técnico de basquete profissional. Ele foi associado ao Boston Celtics da National Basketball Association (NBA) por seis décadas como jogador, treinador e comentarista. Jogou nos Celtics de 1956 a 1965 e depois treinou a equipe de 1969 a 1978.
Heinsohn foi introduzido no Basketball Hall of Fame por suas contribuições como jogador e posteriormente por seu sucesso como treinador principal. Ele também ajudou a formar a Associação de Jogadores da NBA. 
Heinsohn é a única pessoa a estar envolvido com a equipe em cada um dos dezessete títulos do Celtics, bem como em cada uma das 21 aparições nas Finais da NBA. 
Foi comentarista nas transmissões dos Celtics na NBC Sports Boston.

## Carreira

### Universitário
Nascido em Jersey City, Nova Jersey, Heinsohn foi destaque na St. Michael's High School, em Union City. Ele aceitou uma bolsa de estudos na Holy Cross e se tornou o cestinha de todos os tempos da universidade com 1.789 pontos, uma média de 22,1 pontos por jogo. Durante seu último ano, Heinsohn marcou um recorde escolar de 51 pontos em um jogo contra o Boston College.

### Profissional

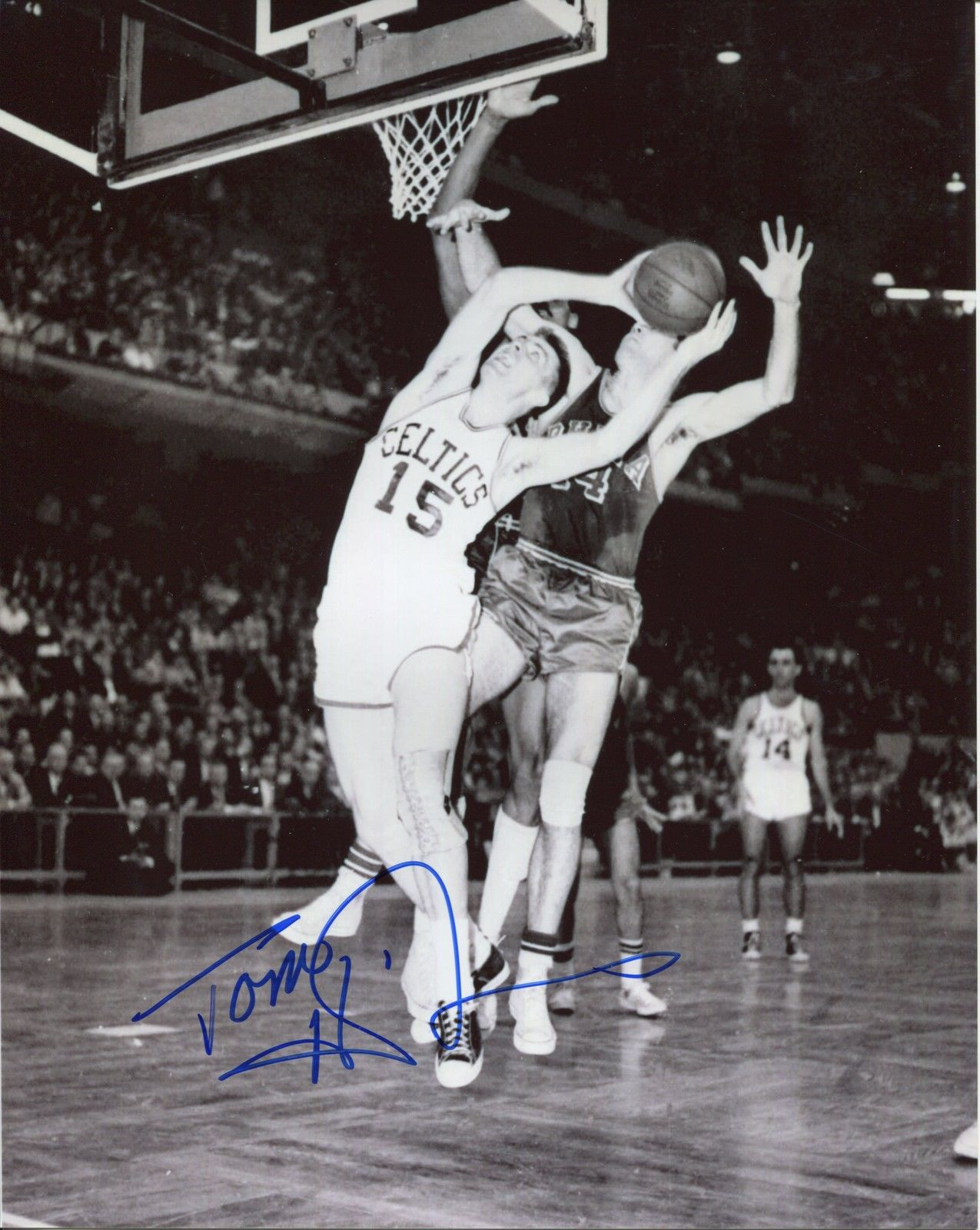
Heinsohn durante um jogo contra o Philadelphia Warriors em 1962

Em 1956, Heinsohn foi a escolha de Boston no Draft da NBA de 1956. Em sua primeira temporada, Heinsohn foi eleito para o All-Star Game, foi nomeado o Novato do Ano (Vencendo Bill Russell) e ganhou seu primeiro título da NBA. 
Ele fez parte de um time dos Celtics que ganhou oito títulos da NBA em nove anos, incluindo sete títulos consecutivos entre 1959 e 1965. Na história da NBA, apenas os companheiros de equipe Russell e Sam Jones ganharam mais anéis de campeão durante suas carreiras.
Durante sua carreira de jogador, Heinsohn foi nomeado para seis equipes All-Star. No dia em que seu companheiro de equipe e companheiro de Holy Cross, Bob Cousy, se aposentou, Heinsohn marcou seu ponto de número 10.000 na carreira. Seu número 15 foi aposentado pelo Celtics em 1965.
Fora da quadra, Heinsohn desempenhou um importante papel de liderança na Associação de Jogadores da NBA. Ele foi o segundo presidente da associação (seguindo o presidente-fundador Bob Cousy), e foi fundamental na aceitação da Free Agency após o jogo All-Star Game de 1964, no qual os jogadores, liderados por Heinsohn, ameaçaram começar uma greve.

### Treinador
Heinsohn tornou-se o treinador do Celtics na temporada de 1969-1970. Ele liderou a equipe para um recorde de 68-14 na liga durante a temporada 1972-73 e foi nomeado Treinador do Ano, embora Boston não tivesse se classificado para os playoffs. Na próxima temporada, Heinsohn e os Celtics venceram o campeonato e conquistaram outro título em 1976. Ele acumulou um recorde de 427 vitórias e 263 derrotas.
Em 14 de fevereiro de 2015, foi anunciado que Heinsohn vai ser introduzido no Basketball Hall of Fame pela segunda vez, dessa vez como treinador. Ele é apenas uma das quatro pessoas a serem indicadas como jogador e como treinador.

### Pós-carreira e morte
A carreira na midia de Heinsohn começou em 1966, sendo o comentarista das transmissões dos Celtics na WKBG. Ele passou três temporadas neste papel antes de se tornar treinador em 1969. De 1990 a 1999, Heinsohn foi o comentarista das transmissões dos Celtics fora de casa na WFXT, WSBK e WABU.
Em 1981, Heinsohn se juntou a Mike Gorman como comentarista do canal dos Celtics; Desde então, eles se tornaram uma das mais antigas duplas da história da transmissão esportiva. Ocasionalmente, Bob Cousy fez aparições. Por um tempo na década de 1980, Heinsohn comentou os playoff da NBA na CBS (com Dick Stockton), partipando de quatro Finais de 1984 a 1987, três dos quais envolveram o Boston Celtics contra o Los Angeles Lakers.
Nas transmissões dos Celtics, Heinsohn gostava de destacar os jogadores que ajudam o time, dando-lhes "Tommy Points". Durante as transmissões, ficou conhecido por seu senso de humor e por questionar os árbitros do jogo.
Longe das quadras, Heinsohn gostava de pintar e jogar golfe. Ele já dirigiu uma companhia de seguros de vida.
Recentemente, trabalhou menos jogos devido a problemas de idade e saúde. Brian Scalabrine substitui Heinsohn durante suas raras ausências em jogos em casa e agora assumiu o lugar de Heinsohn em todos os jogos fora de casa. Ele começou a assumir esse papel durante a temporada de 2012–13.
Heinsohn morreu em 9 de novembro de 2020 em Newton, aos 86 anos, de insuficiência renal.

## Títulos e homenagens

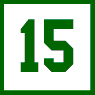
A camisa número 15 foi aposentada pelo Boston Celtics em 1966.

- 10x Campeão da NBA (8 como jogador e 2 como Treinador)
- Novato do Ano de 1957
- 6x All-Star da NBA
- Treinador do Ano de 1973
- 2x Eleito para o Basketball Hall of Fame (como jogador em 1986 e como treinador em 2015)[10]
- Número 15 aposentado pelo Boston Celtics.
- Número 24 aposentado pelo Holy Cross

## Estatísticas

### Como jogador
| † | Campeão da NBA |

#### Temporada regular
| Ano      | Equipe   | PJ  | MPJ  | AP   | LL   | RT   | AS  | PPJ  |
| -------- | -------- | --- | ---- | ---- | ---- | ---- | --- | ---- |
| 1956–57† | Boston   | 72  | 29.9 | .397 | .790 | 9.8  | 1.6 | 16.2 |
| 1957–58  | Boston   | 69  | 32.0 | .382 | .746 | 10.2 | 1.8 | 17.8 |
| 1958–59† | Boston   | 66  | 31.7 | .390 | .798 | 9.7  | 2.5 | 18.8 |
| 1959–60† | Boston   | 75  | 32.3 | .423 | .733 | 10.6 | 2.3 | 21.7 |
| 1960–61† | Boston   | 74  | 30.5 | .400 | .767 | 9.9  | 1.9 | 21.3 |
| 1961–62† | Boston   | 79  | 30.2 | .429 | .819 | 9.5  | 2.1 | 22.1 |
| 1962–63† | Boston   | 76  | 26.4 | .423 | .835 | 7.5  | 1.3 | 18.9 |
| 1963–64† | Boston   | 76  | 26.8 | .398 | .827 | 6.1  | 2.4 | 16.5 |
| 1964–65† | Boston   | 67  | 25.5 | .383 | .795 | 6.0  | 2.3 | 13.6 |
| Carreira | Carreira | 654 | 29.4 | .405 | .790 | 8.8  | 2.0 | 18.6 |

#### Playoffs
| Ano      | Equipe   | PJ  | MPJ  | AP   | LL   | RT   | AS  | PPJ  |
| -------- | -------- | --- | ---- | ---- | ---- | ---- | --- | ---- |
| 1957†    | Boston   | 10  | 37.0 | .390 | .710 | 11.7 | 2.0 | 22.9 |
| 1958     | Boston   | 11  | 31.7 | .351 | .778 | 10.8 | 1.6 | 17.5 |
| 1959†    | Boston   | 11  | 31.6 | .414 | .661 | 8.9  | 2.9 | 19.9 |
| 1960†    | Boston   | 13  | 32.5 | .419 | .750 | 9.7  | 2.1 | 21.8 |
| 1961†    | Boston   | 10  | 29.1 | .408 | .767 | 9.9  | 2.0 | 19.7 |
| 1962†    | Boston   | 14  | 31.8 | .399 | .763 | 8.2  | 2.4 | 20.7 |
| 1963†    | Boston   | 13  | 31.8 | .456 | .765 | 8.9  | 1.2 | 24.7 |
| 1964†    | Boston   | 10  | 30.8 | .389 | .810 | 8.0  | 2.6 | 17.4 |
| 1965†    | Boston   | 12  | 23.0 | .365 | .625 | 7.0  | 1.9 | 12.7 |
| Carreira | Carreira | 104 | 31.0 | .402 | .743 | 9.2  | 2.1 | 19.8 |

### Como treinador
|          |          |       |          |         |      |                  | Playoffs | Playoffs | Playoffs | Playoffs |                                 |
| Time     | Ano      | Jogos | Vitórias | Derrota | %    | Classificação    | Jogos    | Vitórias | Derrota  | %        | Resultado final                 |
| -------- | -------- | ----- | -------- | ------- | ---- | ---------------- | -------- | -------- | -------- | -------- | ------------------------------- |
| Boston   | 1969–70  | 82    | 34       | 48      | .415 | 6th no Leste     |          |          |          |          | Não foi para os Playoffs        |
| Boston   | 1970–71  | 82    | 44       | 38      | .537 | 3rd no Leste     |          |          |          |          | Não foi para os Playoffs        |
| Boston   | 1971–72  | 82    | 56       | 26      | .683 | 4th no Leste     | 11       | 5        | 6        | .455     | Perdeu nas Finais de Conf.      |
| Boston   | 1972–73  | 82    | 68       | 14      | .829 | 1st no Atlântico | 13       | 7        | 6        | .538     | Perdeu nas Finais de Conf.      |
| Boston   | 1973–74  | 82    | 56       | 26      | .683 | 1st no Atlântico | 18       | 12       | 6        | .667     | Campeão da NBA                  |
| Boston   | 1974–75  | 82    | 60       | 22      | .732 | 1st no Atlântico | 11       | 6        | 5        | .545     | Perdeu nas Finais de Conf.      |
| Boston   | 1975–76  | 82    | 54       | 28      | .659 | 1st no Atlântico | 18       | 12       | 6        | .667     | Campeão da NBA                  |
| Boston   | 1976–77  | 82    | 44       | 38      | .537 | 2nd no Atlântico | 9        | 5        | 4        | .556     | Perdeu nas Semi-finais de Conf. |
| Boston   | 1977–78  | 34    | 11       | 23      | .324 | 3rd no Atlântico |          |          |          |          | (Demitido)                      |
| Carreira | Carreira | 690   | 427      | 263     | .619 |                  | 80       | 47       | 33       | .588     |                                 |

Fonte: